# Sauvons le père Noël
Pour plus de détails, voir Fiche technique et Distribution.
Sauvons le Père Noël (Saving Santa) est un film de Noël d'animation britannique réalisé par Leon Joosen et Aaron Seelman, produit par Prana Studios et Gateway Films en 2013. Il est sorti en DVD (1 h 26 min) le 17 novembre 2014.

## Synopsis
Bernard, un lutin maladroit doit sauver le Royaume du Père Noël de l'invasion par Nevil Baddington qui souhaite découvrir le secret du Père Noël pour sa société Qualité Aérienne Distribution. Une course contre le temps s'engage pour Bernard qui veut empêcher un grand malheur.

## Distribution
- Martin Freeman : Bernard D. Lutin
- Tim Curry : Nevil Baddington
- Noel Clarke :  Snowy
- Tim Conway : Père Noël
- Pam Ferris : Mme Noël
- Ashley Tisdale : Shiny
- Joan Collins : Vera Baddington
- Chris Barrie : Blitzen
- Nicholas Guest (en) : Chestnut
- David Cowgill : mercenaire 1
- Mark Ivanir : mercenaire 2
- David Zyler : mercenaire 3
- Newell Alexander : mercenaire 4